# Michael Jeffries
Michael Stanton „Mike“ Jeffries (* 15. Juli 1944) ist ein US-amerikanischer Manager und war bis Dezember 2014 CEO des Modeunternehmens Abercrombie & Fitch.
Mike Jeffries wuchs in Los Angeles auf. Er besuchte das Claremont McKenna College und studierte Wirtschaftswissenschaften. Von 1992 bis 2014 leitete Jeffries das US-amerikanische Bekleidungsunternehmen Abercrombie & Fitch. Sein Einkommen im Jahr 2011 betrug einschließlich Aktienoptionen rund 48 Millionen US-Dollar.
Jeffries und seinem Lebenspartner Matthew Smith wurde 2023 vorgeworfen, über Jahre hinweg junge Männer über einen Mittelsmann auf Events gelockt und dort zu Sex genötigt zu haben. Die Veranstaltungen sollen überall auf der Welt stattgefunden haben, etwa in Luxushotels in London, Paris und Venedig. Mit weiteren, 2024 erhobenen Vorwürfen weiterer mutmaßlicher Opfer, sollen insgesamt mindestens 20 Personen betroffen sein. Zwei Männer berichten von der Verabreichung von K.o.-Tropfen und der Injektion flüssigen Viagras gegen ihren Willen. Am 22. Oktober 2024 wurden Jeffries, sein Lebenspartner Smith sowie der mutmaßliche Mittelsmann vorübergehend festgenommen und in New York wegen schwerer Sexualverbrechen an angehenden Models angeklagt. Die Staatsanwaltschaft legt ihnen Sexhandel („sex-trafficking“) und zwischenstaatliche Prostitution („interstate prostitution“) zur Last. Nach Angaben der Staatsanwaltschaft gaben Jeffries und sein Lebensgefährte Millionen Dollar für den Prostitutionsring aus.